# Clarkstown
Clarkstown es un pueblo ubicado en el condado de Rockland en el estado estadounidense de Nueva York. En el año 2000 tenía una población de 82,082 habitantes y una densidad poblacional de 822.3 personas por km².

## Geografía
Clarkstown se encuentra ubicado en las coordenadas 41°7′34″N 73°58′49″O / 41.12611, -73.98028. Según la Oficina del Censo, la ciudad tiene un área total de 121,6 km² (46,9 mi²), de la cual 99,8 km² (38,5 mi²) es tierra y 27,7 km² (10,7 mi²) (6.33%) es agua.

## Demografía
Según la Oficina del Censo en 2007 los ingresos medios por hogar en la localidad eran de $92,121, y los ingresos medios por familia eran $104,909. Los hombres tenían unos ingresos medios de $57,773 frente a los $40,805 para las mujeres. La renta per cápita para la localidad era de $34,430. Alrededor del 3.8% de la población estaban por debajo del umbral de pobreza.